# Peter Babnič
Peter Babnič (Brezno, 30 aprile 1977) è un ex calciatore slovacco, di ruolo attaccante.

## Palmarès

### Club

#### Competizioni nazionali
- Campionato slovacco: 2

Slovan Bratislava: 1999-2000, 2000-2001
- Coppa di Slovacchia: 2

Inter Bratislava: 1999-2000, 2000-2001
- Campionato ceco: 1

Sparta Praga: 2002-2003